# Calcaneum oporinum
Calcaneum oporinum är en stekelart som beskrevs av Henry Keith Townes, Jr. 1971. Calcaneum oporinum ingår i släktet Calcaneum och familjen brokparasitsteklar. Inga underarter finns listade.